# Байрак (Чутовский район)
Байрак (укр. Байрак) — село, Скибовский сельский совет, Чутовский район,
Полтавская область, Украина.
Село ликвидировано в 1990 году.

## Географическое положение
Село Байрак находилось на расстоянии в 0,5 км от села Воеводское и в 2-х км от села Скибовка. По селу протекал пересыхающий ручей с запрудой. Село имело собственный водопровод, потому что располагалось на возвышенности, откуда колодезную воду было не достать из-за большой глубины.

## Происхождение названия
Слово байрак происходит от тюркского «балка»; так обычно называется сухой, неглубоко взрезанный овраг, зачастую зарастающий травой либо широколиственным лесом.
Слово байрак распространено на юге Европейской части СССР, в лесостепной и степной зоне. От названия «байрак» происходит название байрачных лесов, где растут обычно следующие породы деревьев — дуб, клён, вяз, ясень, липа.
На территории Украины имелись минимум 19 сёл и посёлков с названием Байрак, из них шесть - в Харьковской области и восемь - в Полтавской в их современных границах. Село входило сначала в Харьковскую, затем в Полтавскую область.